# Transformations élastiques
Pour plus de détails, voir Fiche technique et Distribution.
Transformations élastiques est un film muet français comique réalisé par Jean Durand et sorti en 1908.

## Fiche technique
- Réalisation : Jean Durand
- Chef-opérateur : Segundo de Chomón
- Dates de sortie :  
  - France : 1908
  - États-Unis : 18 août 1909

## Distribution
- Joaquim Renez